# Mittelsaharische Schwelle
Die Mittelsaharische Schwelle ist eine Schwelle, die die Wüste Sahara in Afrika in Ost-West-Richtung diagonal teilt und bis zu 3415 m hoch aufragt.

## Lage
Sie liegt im Gebiet um und zwischen den Massiven von Tibesti (bis 3415 m) und Ahaggar (bis 2918 m). Dort erstreckt sich die Schwelle in Ost-West-Richtung vom Süden Algeriens, über Teile von Niger, Tschad bis zum Sudan.

## Geographie
Sie verläuft über ein Gebiet erloschener Vulkane von Hoggar über Aïr, Tibesti, Ennedi bis nach Jebel Marra/Darfur.
Die Iforas-Berge gehören wegen ihrer Sandsteinvorkommen nicht zur Schwelle.